# 中央公积金局大厦
中央公积金局大厦（英語：CPF Building）位於新加坡罗敏申路79號，1976年落成，2018年拆除，樓高46層，是新加坡中央公積金局的總部。